# (8950) 1997 EG46
A (8950) 1997 EG46 a Naprendszer kisbolygóövében található aszteroida. A Beijing Schmidt CCD Asteroid Program keretében fedezték fel 1997. március 15-én.